# امزاورو (تودغة السفلى)
امزاورو هي إحدى مشيخات المملكة المغربية، تتبع جغرافيا لإقليم تنغير وإداريًا لتودغة السفلى. يقدر عدد سكانها بـ 14427 نسمة حسب الإحصاء الرسمي للسكان والسكنى لسنة 2004.